# Kärlnäbbad spadnäbbsfink
Kärlnäbbad spadnäbbsfink (Vangulifer mirandus) är en förhistorisk utdöd fågel i familjen finkar inom ordningen tättingar som tidigare var endemisk för Hawaiiöarna. 

## Förekomst och utdöende
Kärlnäbbad spadnäbbsfink är endast känd från subfossila lämningar funna på ön Maui. Den är endast känd från subfossila lämningar och dog troligen ut innan européerna kom till ögruppen 1778. Det verkar som att den började försvinna när de första polynesierna kom till öarna. De röjde skog för att kunna odla och förde med sig främmande arter som de inhemska fåglarna inte hade något försvar mot.

## Kännetecken
Fågelns näbb var mycket speciell: lång, bred och djup med en trubbig spets. Hur fågeln födosökte med den är okänt. Helen James och Storrs Olson, som beskrev arten 1991 noterar att näbben är för lång och svag för att knäcka nötter, för djup och bred för att födosöka bland bark på trädstammar och för trubbig för att samla nektar ur blommor. Undersidan och kanterna av näbben är ovanligt rika på blodkärl, på ett sätt som annars bara återfinns hos kivier.

## Familjetillhörighet
Arten tillhör en grupp med fåglar som kallas hawaiifinkar. Länge behandlades de som en egen familj. Genetiska studier visar dock att de trots ibland mycket avvikande utseende är en del av familjen finkar, närmast släkt med rosenfinkarna. Arternas ibland avvikande morfologi är en anpassning till olika ekologiska nischer i Hawaiiöarna, där andra småfåglar i stort sett saknas helt.